# Kamila Chudzik
Kamila Chudzik (ur. 9 grudnia 1986 w Kielcach) – polska lekkoatletka specjalizująca się w wielobojach.
Uczestniczka igrzysk olimpijskich – w 2008 w Pekinie była piętnasta. Dwukrotnie startowała w mistrzostwach świata zdobywając jeden medal (brązowy w 2009). Wielokrotna medalistka mistrzostw Polski w różnych konkurencjach i reprezentantka kraju w pucharze Europy w wielobojach. 2 września 2009 odznaczona przez prezydenta Lecha Kaczyńskiego Złotym Krzyżem Zasługi.

## Kariera sportowa
Na międzynarodowej arenie zadebiutowała w 2006 podczas pucharu Europy w wielobojach. W kolejnym sezonie pierwszy raz w karierze przekroczyła wynik 6000 punktów w siedmioboju podczas mistrzostw Polski, kiedy to poprawiła swój rekord życiowy aż o 596 punktów. Po tym sukcesie uplasowała się tuż za podium – na czwartym miejscu – młodzieżowych mistrzostw Europy w Debreczynie. Kilka tygodni później na mistrzostwach świata była dwudziesta pierwsza. Startowała na igrzyskach olimpijskich w Pekinie zajmując – po dyskwalifikacji srebrnej medalistki Ludmyły Błonśkiej z Ukrainy) – piętnastą lokatę. Na początku sezonu 2009 była jedenasta na halowym czempionacie Starego Kontynentu. Pod koniec czerwca w Szczecinie reprezentacja Polski w siedmioboju z Chudzik w składzie zdobyła – pierwszy raz w historii – puchar Europy w wielobojach. Niespełna dwa miesiące później wieloboistka odniosła największy sukces w dotychczasowej karierze sięgając po brązowy medal mistrzostw świata. Sezon 2010 straciła z powodu kontuzji łokcia, a na początku sezonu letniego 2011 doznała urazu mięśnia dwugłowego przez nie mogła wystartować w mistrzostwach świata.

## Osiągnięcia

### Międzynarodowe
| Rok  | Impreza                                | Miejsce   | Konkurencja | Pozycja     | Wynik     | Źródło      |
| ---- | -------------------------------------- | --------- | ----------- | ----------- | --------- | ----------- |
| 2006 | Superliga pucharu Europy w wielobojach | Arles     | siedmiobój  | 23. miejsce | 5438 pkt. | [ 7 ]       |
| 2007 | Młodzieżowe mistrzostwa Europy         | Debreczyn | siedmiobój  | 4. miejsce  | 6097 pkt. | [ 8 ]       |
| 2007 | Mistrzostwa świata                     | Osaka     | siedmiobój  | 21. miejsce | 5926 pkt. | [ 9 ]       |
| 2008 | Superliga pucharu Europy w wielobojach | Hengelo   | siedmiobój  | 6. miejsce  | 5995 pkt. | [ 7 ]       |
| 2008 | Igrzyska olimpijskie                   | Pekin     | siedmiobój  | 15. miejsce | 6157 pkt. | [ 10 ]      |
| 2009 | Halowe mistrzostwa Europy              | Turyn     | pięciobój   | 11. miejsce | 4322 pkt. | [ 7 ]       |
| 2009 | Superliga pucharu Europy w wielobojach | Szczecin  | siedmiobój  | 2. miejsce  | 6378 pkt. | [ 4 ] [ 7 ] |
| 2009 | Mistrzostwa świata                     | Berlin    | siedmiobój  | 3. miejsce  | 6471 pkt. | [ 11 ]      |

### Mistrzostwa Polski
| Mistrzostwa Polski  | Konkurencja                 | Miejsce     | Rezultat  |
| ------------------- | --------------------------- | ----------- | --------- |
| Biała Podlaska 2005 | rzut oszczepem              | 13. miejsce | 41,59     |
| Poznań 2007         | bieg na 100 m przez płotki  | 3. miejsce  | 14,02     |
| Poznań 2007         | skok w dal                  | 5. miejsce  | 6,17      |
| Zielona Góra 2008   | siedmiobój                  | 1. miejsce  | 6494 pkt. |
| Szczecin 2008       | skok w dal                  | 4. miejsce  | 6,26      |
| Piła 2009           | siedmiobój                  | 1. miejsce  | 6155 pkt. |
| Bydgoszcz 2009      | biegu na 100 m przez płotki | 2. miejsce  | 13,59     |
| Bydgoszcz 2009      | skok w dal                  | 2. miejsce  | 6,55      |

| Mistrzostwa Polski | Konkurencja               | Miejsce    | Rezultat  |
| ------------------ | ------------------------- | ---------- | --------- |
| Spała 2006         | pięciobój                 | 6. miejsce | 3444 pkt. |
| Spała 2007         | pięciobój                 | 2. miejsce | 4018 pkt. |
| Spała 2007         | skok w dal                | 7. miejsce | 5,87      |
| Spała 2008         | pięciobój                 | 2. miejsce | 4537 pkt. |
| Spała 2008         | bieg na 60 m przez płotki | 4. miejsce | 8,55      |
| Spała 2009         | bieg na 60 m przez płotki | 4. miejsce | 8,48      |
| Spała 2009         | pchnięcie kulą            | 7. miejsce | 14,06     |
| Spała 2011         | pięciobój                 | 1. miejsce | 4325 pkt. |

## Rekordy życiowe
| Konkurencja       | Rezultat  | Data                                       | Miejsce          |
| ----------------- | --------- | ------------------------------------------ | ---------------- |
| Siedmiobój        | 6494 pkt. | 7 czerwca 2008(dts)                        | Zielona Góra     |
| Pięciobój         | 4537 pkt. | 16 lutego 2008(dts)                        | Spała            |
| Bieg na 200 m     | 24,33     | 15 sierpnia 2009(dts)                      | Berlin           |
| Bieg na 800 m     | 2:17,41   | 7 czerwca 2008(dts)                        | Zielona Góra     |
| Bieg na 100 m ppł | 13,46     | 6 czerwca 2008(dts)                        | Zielona Góra     |
| Skok wzwyż        | 1,81      | 9 czerwca 2007(dts)                        | Toruń            |
| Skok w dal        | 6,55      | 1 sierpnia 2009(dts) 15 sierpnia 2009(dts) | Bydgoszcz Berlin |
| Pchnięcie kulą    | 15,10     | 15 sierpnia 2009(dts)                      | Berlin           |
| Rzut oszczepem    | 55,15     | 7 czerwca 2008(dts)                        | Zielona Góra     |

## Odznaczenia
- Złoty Krzyż Zasługi (2009)[12]